# Чонбурі (футбольний клуб)
«Чонбурі» (тай. สโมสรฟุตบอลชลบุรี) — тайський футбольний клуб із міста Чонбурі. Клуб виступає у Прем'єр Лізі. Найвищим досягненням є чемпіонство у сезоні 2007. Домашні матчі проводить на стадіоні «Чонбурі», який вміщає 8 680 глядачів.

## Історія клубу
Футбольний клуб «Чонбурі» був заснований у 1997 році. Їх принциповими суперниками є Паттайя Юнайтед та Срірача, які також базуються в провінції Чонбурі. Команда більш відома завдяки своєму прізвиську — «Акули», яке можна побачити на логотипі клубу.
Команда виграла чемпіонат у 2007 році і цей рік став найуспішнішим в історії клубу.

### Перші значні успіхи клубу
У 2005 році вони перемогли у провінційній лізі, перемігши Накхонратчасіму на Центральному стадіоні Накхонратчасіма, і вийшли до вищого дивізіону в сезоні 2006 року з провінційної ліги разом із Суфанбурі. «Акули» закінчили сезон 2006 року в тайській лізі на 8-му місці.
У 2006 році клуб був запрошений зіграти в Кубку Сінгапуру, на шляху до фіналу Чонбурі обіграли місцеві клуби Хоум Юнайтед, Альбірекс Нігата Сінгапур та Балестьє Халса. У фіналі вони програли в додатковий час Тампінз Роверз із рахунком 2:3 після того як під час поєдинку вигравали з рахунком 2:0.
У 2007 році вони знову були запрошені взяти участь в Кубку Сінгапуру, але зазнали поразки в першому турі проти Балестьє Халса (з тим же суперником з яким Чонбурі зустрічався в торішньому розіграші Кубку в півфіналі). Чонбурі програли в основний час з рахунком 3:2. Саме в цей час клуб почав партнерство з Манчестер Сіті.
У липні 2008 року вони зробили ще один важливий крок для розвитку клубу. Крім попереднього спонсора «Hemaraj Land», клуб підписав нову велику спонсорську угоду з «PLC Development», яка набрала чинності 2009 року, контракт був розраховано на три роки, а сума спонсорської допмоги склала 18 мільйонів бат (близько 350 000 євро). Ця угода стала найбільшим спонсорським контрактом, який коли-небудь було укладено з тайським футбольним клубом
У сезоні 2008 році клуб міг перемогти в чемпіонаті, але посів лише двуге місце, хоч у команди і були можливості стати чемпіоном. Основною причиною цього було звичайне марнотратство. За два матчі до завершення сезону клуб все ще перебував на першому місці в турнірній таблиці чемпіонату, але нічия 0:0 з Семут Сонгхрам у передостанньому турі звела нанівець усі шанси на перемогу та здобуття омріяного титулу чемпіона країни. Жадіта Міларпа було відправлено у відставку з поста головного тренера команди. У середині грудня 2008 року було офіційно оголошено, що наступним головним тренером ФК «Чонбурі» буде Кіатісак Сенамуанг, відомий за прізвиськом «Зіко».
У липні, по завершенні сезону 2009 року, клуб знову зайняв друге місце в чемпіонаті. За підсумками сезону 2008 року вони посіли 2 місце. Тож, Кіатісак Сенамуанг пішов у відставку з поста головного тренера «Чонбурі» по завершенні сезону та перейшов до клубу Хоанг Ань Гіа Лаі з чемпіонату В'єтнама, де він активно виступав ще як гравець. Його наступником у «Чонбурі» став Жадіт Міларп, якого було звільнено з цієї посади роком раніше. До нього приєднався колишній президент клубу Віттхайя Хлоагуне, але вже як технічний директор клубу. На відміну від інших топ-клубів ліги, «Чонбурі» не зміг похвалитися результатами протягом сезону 2010 року. Лише Тхердсак Чаіман зміг, ймовірно, потрапити в цю категорію. 36-річний виконавець був останнім гравцем «Чонбурі» в національній збірній Таїланду з футболу. Футболіст потрапив до збірної після свого повернення з Сінгапуру та переходу в «Чонбурі». Хоча клуб знову посів друге місце в чемпіонаті в сезоні 2009 року, але це не означало, що «Чонбурі» автоматично отримає право для участі в Кубку АФК 2010 року. Замість цього, переможець Кубку володарів кубків від Таїланду безпосередньо кваліфікуватися для участі в турнірі. Уже в другому раунді Кубку Таїланду Чонбурі припинив свої виступи на турнірі.

### Виступи в Азійських континентальних турнірах
Як віце-чемпіон країни 2008 року «Чонбурі» брав участь у Кубку АФК 2009 року та виступав у групі разом з АКБ Ханой (В'єтнам), Істерн (Гонконг) та Кедах (Малайзія). Перед «Чонбурі» стояло завдання перемогти в груповому етапі та привезти Кубок АФК у Таїланд. Груповий етап команда пройшла дуже впевнено, зазнала лише однієї поразки в шести матчах. У другому раунді «Чонбурі» зустрівся з представником Індонезії ПСМС Медан та переміг його з рахунком 4:1, перш ніж вибув із турніру на стадії чвертьфіналу проти представника В'єтнаму Бінь Дуонг із рахунком 2:4. Гра проти ПСМС Медан була останньою у футболці «Чонбурі» для Сурата Суха, який після того поєдинку приєднався до клубу Мельбурн Вікторі.
У 2008 році вперше «Чонбурі» зіграв у Лізі чемпіонів АФК проти японського чемпіону Гамби Осаки. 20 березня 2008 роки клуб здобув свою першу перемогу в Лізі чемпіонів АФК проти Мельбурн Вікторі. Гра була затьмарена суперечкою, коли Мельбурн Вікторі забив свій єдиний гол у той час як гравець ФК «Чонбурі» лежав травмованим на полі, а його одноклубники вибили м'яч за межі поля, щоб травмованому надали допомогу. Однак цього виявилося замало, коли камерунський нападник Бага забив м'яч з 35 ярдів, а потім «Чонбурі» забив і другий м'яч протягом додаткового часу, щоб врятуватися Мельбурн Вікторі від їх першої поразки на турнірі з рахунком 3:1.

## Стадіон

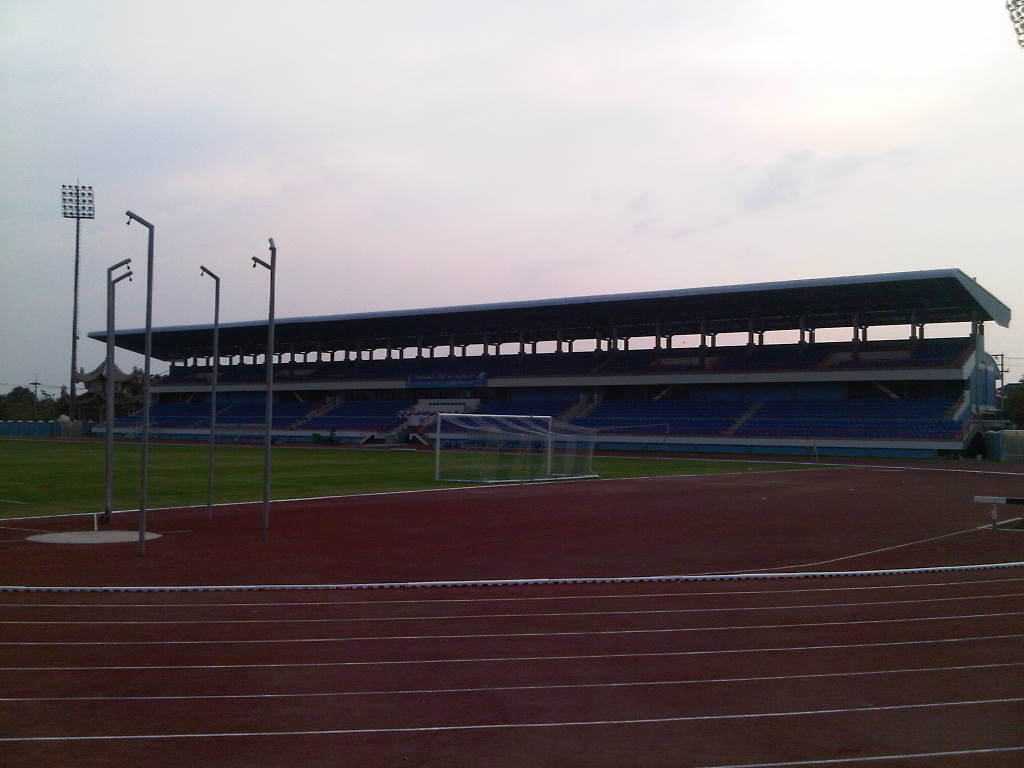
Стадіон «Чонбурі», на якому клуб грає з 2012 року

На початку сезону 2008 року «Чонбурі» використовував Міський стадіон Чонбурі, який вміщує 5 000 глядачів. Через розбіжності з місцевою владою, клуб почав проводити свої домашні матчі з 2008 року на стадіоні в Шрі-Рача, який належав Успенській школі. Для ігор Ліги чемпіонів АФК в 2008 році клуб використовував Національний стадіон в Бангкоку (Таїланд), який також використовувався для матчів Кубку АФК в 2009 році. В сезоні 2010 року клуб повернувся до Чонбурі і проводив свої домашні матчі на реконструйованому стадіоні Спортивного Коледжу Чонбурі.
У сезоні 2010 року вони переїхали на «IPE Чонбурі Стедіум».
У сезоні 2012 року клуб переїжджає на реконструйований Міський стадіон в Чонбурі для проведення матчів Кубку АФК та Прем'єр ліги Таїланду.
Щодо майбутнього, то спроектований новий стадіон з сучасними комплексом для тренувань. Новий стадіон буде вміщувати 15 000 глядачів і відповідає усім сучасним вимогам. Це буде одна з небагатьох нових будівель у Паттайї і один із найсучасніших стадіонів у Сі Рача в провінції Чонбурі. Стадіон має бути побудований біля Банг Саен на площі Тен-Раї. Територія під будівництво становить близько 1,5 га. Земля під стадіон була подарована Президентом Асоціації Віттаєю Кхунплуемом.

## Досягнення клубу по сезонах
| Сезон | Ліга     | Ліга | Ліга | Ліга | Ліга | Ліга | Ліга | Ліга | Ліга | Кубок Таїланду | Кубок Ліги | Кубок Короля | Королівський Кубок | Ліга чемпіонів АФК | Кубок АФК | Клубний АСЕАН | Найкращий бомбардир | Найкращий бомбардир |
| Сезон | Дивізіон | І    | В    | Н    | П    | ЗМ   | ПМ   | О    | М    | Кубок Таїланду | Кубок Ліги | Кубок Короля | Королівський Кубок | Ліга чемпіонів АФК | Кубок АФК | Клубний АСЕАН | Ім'я                | Голи                |
| ----- | -------- | ---- | ---- | ---- | ---- | ---- | ---- | ---- | ---- | -------------- | ---------- | ------------ | ------------------ | ------------------ | --------- | ------------- | ------------------- | ------------------- |
| 2006  | ПЛТ      | 22   | 5    | 12   | 5    | 29   | 28   | 27   | 8-ме | –              | –          | ГР           | –                  | –                  | –         | –             | Пібоп Он-Мо         | 7                   |
| 2007  | ПЛТ      | 30   | 19   | 6    | 5    | 50   | 25   | 63   | 1-ше | –              | –          | –            | –                  | –                  | –         | –             | Пібоп Он-Мо         | 16                  |
| 2008  | ПЛТ      | 30   | 15   | 14   | 1    | 34   | 14   | 59   | 2-ге | –              | –          | ПФ           | П                  | ГР                 | –         | –             | Пібоп Он-Мо         | 5                   |
| 2009  | ПЛТ      | 30   | 18   | 8    | 4    | 50   | 30   | 62   | 2-ге | 1/16 фіналу    | –          | ПФ           | П                  | –                  | ЧФ        | –             | Мохамед Коне        | 14                  |
| 2010  | ПЛТ      | 30   | 17   | 9    | 4    | 57   | 28   | 60   | 3-тє | П              | Р2         | ПФ           | –                  | –                  | –         | –             | Пібоп Он-Мо         | 10                  |
| 2011  | ПЛТ      | 34   | 20   | 9    | 5    | 58   | 29   | 69   | 2-ге | Р5             | ПФ         | –            | П                  | –                  | ЧФ        | –             | Пібоп Он-Мо         | 15                  |
| 2012  | ПЛТ      | 34   | 21   | 7    | 6    | 65   | 33   | 70   | 2-ге | Р3             | ЧФ         | –            | П                  | Плей-оф            | ПФ        | –             | Пібоп Он-Мо         | 14                  |
| 2013  | ПЛТ      | 32   | 18   | 8    | 6    | 61   | 35   | 62   | 3-тє | Р3             | ЧФ         | –            | –                  | –                  | –         | –             | Тіагу Кунья         | 13                  |
| 2014  | ПЛТ      | 38   | 21   | 13   | 4    | 62   | 33   | 76   | 2-ге | Фін            | Р3         | –            | –                  | Плей-оф            | –         | –             | Тіагу Кунья         | 20                  |
| 2015  | ПЛТ      | 34   | 15   | 12   | 7    | 62   | 44   | 57   | 4-те | ЧФ             | Р3         | –            | –                  | Плей-оф            | –         | –             | Тіагу Кунья         | 19                  |
| 2016  | ПЛТ      |      |      |      |      |      |      |      |      |                |            | –            | –                  | Плей-оф            | –         | –             |                     |                     |

| Чемпіон | Фіналіст | Бронзовий призер | Підвищення | Вибуття | У процесі |

Примітки:
| - ПЛТ — Прем'єр ліга Таїланду - ДК — Дискваліфікований - КВ1 — Перший кваліфікаційний раунд - КВ2 — Другий кваліфікаційний раунд - КВ3 — Третій кваліфікаційний раунд - КВ4 — Четвертий кваліфікаційний раунд - Р1 — Перший раунд - Р2 — Другий раунд - Р3 — Третій раунд | - Р4 — Четвертий раунд - Р5 — П'ятий раунд - Р6 — Шостий раунд - ГР — Груповий етап - ЧФ — Чвертьфіналіст - ПФ — Півфіналіст - Фін — Фіналіст - З — Загальний - П — Переможець |

## Виступи в континентальних турнірах КАФ
| Сезон | Змагання           | Раунд                   |                | Клуб              | Вдома    | На виїзді      |
| ----- | ------------------ | ----------------------- | -------------- | ----------------- | -------- | -------------- |
| 2008  | Ліга чемпіонів КАФ | Груповий етап           | Японія         | Гамба Осака       | 0–2      | 1–1            |
|       |                    | Груповий етап           | Австралія      | Мельбурн Вікторі  | 3–1      | 3–1            |
|       |                    | Груповий етап           | Південна Корея | Чоннам Дрегонз    | 2–2      | 1–0            |
| 2009  | Кубок АФК          | Груповий етап           | Гонконг        | Істерн            | 4–1      | 2–1            |
|       |                    | Груповий етап           | Малайзія       | Кедах             | 3–1      | 0–1            |
|       |                    | Груповий етап           | В'єтнам        | Ханой             | 6–0      | 0–2            |
|       |                    | 1/16 фіналу             | Індонезія      | ПСМС Медан        | 4–0      |                |
|       |                    | Чвертьфінал             | В'єтнам        | Біньзионг         | 2–2      | 2–0            |
| 2011  | Кубок АФК          | Груповий етап           | Індія          | Іст Бенгал        | 4–0      | 4–4            |
|       |                    | Груповий етап           | Гонконг        | Саут Чайна        | 3–0      | 0–3            |
|       |                    | Груповий етап           | Індонезія      | Персіпура Жаяпура | 4–1      | 3–0            |
|       |                    | 1/16 фіналу             | Індонезія      | Срівіяя           | 3–0      |                |
|       |                    | Чвертьфінал             | Узбекистан     | Насаф             | 0–1      | 0–1 (пен. 4:3) |
| 2012  | Ліга чемпіонів КАФ | Кваліфікація до плей-оф | Південна Корея | Пхохан Стілерс    |          | 2–0            |
| 2012  | Кубок АФК          | Груповий етап           | М'янма         | Янгон Юнайтед     | 1–0      | 1–1            |
|       |                    | Груповий етап           | Сінгапур       | Хоум Юнайтед      | 1–0      | 1–2            |
|       |                    | Груповий етап           | Гонконг        | Сітізен           | 2–0      | 3–3            |
|       |                    | 1/16 фіналу             | Ірак           | Аль-Завраа        | 1–0      |                |
|       |                    | Чвертьфінал             | Сирія          | Аль-Шорта         | 1–2      | 2–4 (дч)       |
|       |                    | Півфінал                | Ірак           | Ербіль            | 1–4      | 4–1            |
| 2014  | Ліга чемпіонів АФК | Раунд 2                 | Гонконг        | Саут Чайна        | 3–0      |                |
|       |                    | Раунд 3                 | КНР            | Бейцзін Гоань     |          | 4–0            |
| 2015  | Ліга чемпіонів АФК | Попередній раунд 2      | Гонконг        | Кітчі             | 4–1      |                |
|       |                    | Раунд плей-оф           | Японія         | Касіва Рейсол     |          | 3–2 (дч)       |
| 2016  | Ліга чемпіонів АФК | Попередній раунд 2      | М'янма         | Янгон Юнайтед     | 3–2 (дч) |                |
|       |                    | Раунд плей-оф           | Японія         | ФК «Токіо»        |          | 9–0            |

## Досягнення
- Чемпіон Таїланду: 2007
- Переможець Кубка Футбольної асоціації Таїланду: 2010
- Переможець Кубка Короля: 2008, 2009, 2011, 2012